# 小笠原長房
小笠原長房（おがさわらながふさ，生年不詳－明曆元年（1655））戰國時代後期江戶幕府前期武將。後北條氏後改德川氏幕府旗本。父小笠原康廣。幼名孫増丸。別名紹機、六郎、市左衛門、逢殿助。
根據〈寬政重修諸家譜〉記載，長房在天正2年（1574）2月19日接任家督。天正18年（1590）小田原合戰作為北條氏直的近習參與戰役。小田原開城後隨父親康廣和主君氏直一同在高野山出家。在氏直死後出仕德川家康。慶長元年（1596）被給予多摩郡300貫。
慶長5年關原之戰跟隨家康次子德川秀忠進攻真田昌幸、真田信繁父子居城上田城，參與第二次上田城之戰。接著參與大坂之陣。
元和9年（1623）任大番組頭，加增下總國香取郡200石。寬永20年（1643）退休，家業由長子長真繼承。